# Milice patriotique du Québec
La milice patriotique québécoise est une organisation, dite de défense citoyenne, fondée vers l'an 2000 et dissoute en 2011, au Québec.

## Historique
L'organisme est fondé par Serge Provost vers le début de l'an 2000.
En 2010, l'organisme a ouvert un centre de recrutement et un magasin à Montréal. À l'ouverture du centre, l'organisme se définit comme organisme de défense territoriale et elle était composée de quelques dizaines de membres. Le magasin avait pour objectif de subvenir aux activités du groupe. Le centre était conçu pour recruter des nouveaux membres et créer des emplois.
En date de 2011, l'organisme est reporté être composé de 200 membres.
L'organisme est dissoute en 2011.

## Structure
Ne reposant sur aucune organisation publique et ne détenant aucun pouvoir législatif et exécutif, ce regroupement s'est investi d'une mission de « défense de son territoire et de la société civile » en vertu de valeurs qu'elle considère comme québécoises.
Cette organisation d'extrême-droite, aussi connu sous le nom des «3%» ou «three percenters» est constituée uniquement de membres masculins[réf. nécessaire] possédant un permis d'arme à feu.
L'organisation est présente dans plusieurs régions et chacune des régions représente une division. Chaque division comporte un chef, des pelotons comptant chacun quatre sections. Les chefs de section sont chargés du recrutement et de l'organisation de leur section et relèvent de leur chef de peloton, qui assure la coordination avec le chef de division. Le fait d'être un chef de section implique de faire remplir les fiches d'adhésion à chaque nouveau membre, leur remettre un carnet d'identification et d'accréditation, veiller au suivi de l'évolution des apprentissages de chacun et valider les accréditations des miliciens. Le chef de section doit transmettre toutes ces informations à son supérieur immédiat. 
Malgré une organisation dite «militaire», la milice québécoise rassemble peu de membres et repose sur de minuscules regroupements d'individus ce qui est défavorable à l'établissement d'une autorité centrale[réf. nécessaire]. Cette situation favorise l'expression agressive de leur «valeurs d'une société québécoise», soit de race blanche, francophone et anti-immigration[réf. nécessaire]. Ne se définissant pas comme organisation «chrétienne», la milice québécoise se proclame anti-musulmans, anti-médias, ultranationaliste et anti-institutions.
Afin de joindre le groupe, les membres doivent remplir un questionnaire s'intéressant à la provenance nationale et ethnique de leur entourage, à la confirmation de leur naissance en territoire québécois, à leur opposition à l'immigration ainsi qu'à la confirmation de la détention d'un Permis de Port d'Armes. Les miliciens doivent participer annuellement à un minimum d'«activités» offertes par la  milice de nature para-militaire (entraînement en manipulation d'armes, scénarios d'attaques, séminaire idéologique-radical, etc.). Ces derniers doivent se procurer le matériel nécessaire à l'accomplissement des activités. Ils doivent également démontrer leur intérêt et leur capacité à devenir un membre actif de l'organisation. L'absence d'autorité centrale ainsi que les faibles qualifications des membres favorise l'apparition de cellules autonomes ralliées entre-elles uniquement par l'adhésion à une idéologie raciste et xénophobique.[réf. nécessaire]